# Tomosvaryella polita
Tomosvaryella polita är en tvåvingeart som först beskrevs av Samuel Wendell Williston  1896.  Tomosvaryella polita ingår i släktet Tomosvaryella och familjen ögonflugor. Inga underarter finns listade i Catalogue of Life.